# 青岩山 (秋田県)
青岩山（あおいわやま）は、秋田県鹿角市にある山である。

## 概要
標高603.5m。大湯川（米代川水系）弥助沢の上流域に位置する。
弥助沢にある「弥助の滝」から青岩山頂上までは1kmほどの距離であるが、歩道は完備されていない。

## ギャラリー

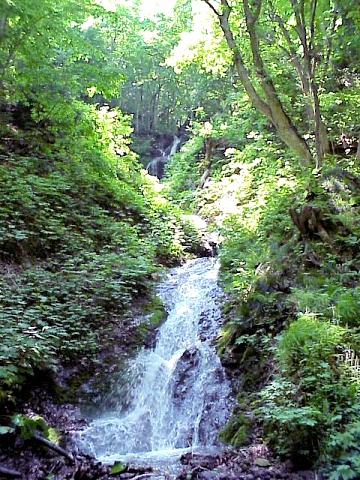
弥助の滝